# Production-ai
株式會社Production-ai（日语：株式会社プロダクション·アイ）是一家位於日本東京都杉並區，專門從事動畫美術背景製作的日本動畫企業。成立於1970年。

## 概要、沿革
1970年，由龍之子製作公司美術部門出身的新井寅雄創立以專注於背景製作的美術工作室，並由新井就任董事。不過到了1996年左右，新井退任董事，由小山俊久與新井壽代兩人接任繼承。
Production-ai雖然是成立至今將近半個世紀的老鋪動畫工作室。不過Production-ai卻在創設幾十年以來不忘記奠定基礎下，背景風格不斷地有很大的變化。1990年代更積極引進電腦數位之技術製作生產背景圖片，廣泛應用在電視動畫、OVA及電影動畫等是眾所皆知的。
早年從電視動畫製作開始承接許多龍之子和葦PRODUCTION（現已改名PRODUCTION REED）的作品。1980年代之後，逐漸向STUDIO DEEN、XEBEC、日昇動畫和BEE TRAIN等總承包商的作品為中心承包背景製作至今。

## 主要参與作品

### 電視動畫
作品依首次向總製作公司承包的年份排序。

#### 龍之子製作公司
- 宇宙王牌（日语：宇宙エース）（1965年－1966年）－由新井寅雄在龍之子美術部門時期承接。
- 馬赫GoGoGo（1967年－1968年）－由新井寅雄在龍之子美術部門時期承接。
- 萬能怪獸（1967年－1968年）－由新井寅雄在龍之子美術部門時期承接。
- 紅三四郎（日语：紅三四郎）（1969年）－由新井寅雄在龍之子美術部門時期承接。
- 噴嚏大魔王（1969年－1970年）－由新井寅雄在龍之子美術部門時期承接。
- 昆蟲物語 孤兒哈奇（日语：昆虫物語 みなしごハッチ），又譯小蜜蜂（1970年－1971年）－成立獨立工作室之後承接的第一部背景製作作品。
- 土包子大將（日语：いなかっぺ大将）（1970年－1972年）
- 河馬與嘟嘟（日语：カバトット）（1971年－1972年）
- 樫木莫克（日语：樫の木モック）（1972年）
- 科學小飛俠（1972年－1974年）
- 再造人卡辛（1973年－1974年）
- 雜牌拯救隊（1974年－1975年）
- 科學小飛俠II（1978年－1979年）
- 黑豹傳奇（1979年－1981年）
- （1980年）
- 衝鋒勝平（日语：ダッシュ勝平）（1981年－1982年）
- 天空戰記（1989年－1990年）
- 昆蟲物語孤兒哈奇 (重製版)（1989年－1990年）
- 宇宙騎士BLADE（1992年－1993年）
- Wake Up, Girls！（共同製作：Ordet，2014年）

#### PRODUCTION REED（舊名：葦PRODUCTION）
- 女王陛下的小天使小偵探（日语：女王陛下のプティアンジェ）（共同製作：日本動畫公司，1977年）
- 戰國魔神豪將軍（1980年）
- 魔法公主 Minky Momo（日语：魔法のプリンセス ミンキーモモ）（1981年）
- 超獸機神斷空我（1985年）
- 超音戰士（1988年）
- 超時空遊俠（1989年－1990年）
- NG騎士檸檬汽水&40（1990年－1991年）
- 魔法天使甜蜜薄荷（日语：魔法のエンジェルスイートミント）（1990年－1991年）
- 正氣大俠（1991年－1992年）
- 機甲警察金屬傑克（1991年）
- BLUE SEED（共同製作：Production I.G，1994年－1995年）
- 超時空要塞7（1994年－1995年）
- H2（1995年－1996年）
- VS騎士檸檬汽水&40炎（1996年）

#### 日昇動畫
- 無敵鋼人泰坦3（1978年）
- The☆超人力霸王（1979年）
- 妙手小廚師（1987年）
- 星方武俠（日语：星方武侠アウトロースター）（1998年）
- 青澀之戀（1998年）
- 激鬥戰車Nitro（日语：クラッシュギアNitro）（2003年－2004年）
- 蒼穹之戰神（2004年）
- 陰陽大戰記（2004年－2005年）
- CLUSTER EDGE（2005年－2006年）
- 古代王者 恐龍王系列
  - 古代王者 恐龍王（2007年－2008年）
  - 古代王者 恐龍王 翼龍伝説（2008年）
- HEYBOT！（日语：ヘボット!）（2016年）

#### STUDIO DEEN
- 福星小子（由Studio Pierrot途中轉移，1981年）
- 相聚一刻（1986年）
- 極速悍將（日语：F (漫画)）（1988年－1989年）
- DNA²（共同製作：MADHOUSE，1994年－1995年）
- 鬼神童子ZENKI（1995年）
- 鬼眼狂刀（2002年）
- 魔偵探洛基 RAGNAROK（2003年）
- 闇與帽子與書的旅人（2003年）
- 北方戀曲（2004年）
- 今日大魔王（2004年－2006年、2008年）
- Fate/stay night（2006年）
- 少年陰陽師（2006年－2007年）
- 桃華月憚（2007年）
- 破天荒遊戲（2008年）
- 雨月（2008年）

#### XEBEC
- 爆走獵人（1995年－1996年）
- 爆走兄弟Let's & Go!!系列
  - 爆走兄弟Let's & Go!!（1996年）
  - 爆走兄弟Let's & Go!!WGP（1997年）
  - 爆走兄弟Let's & Go!!MAX（1998年）
- 機動戰艦（1996年－1997年）
- 快傑蒸汽偵探團 TV ANIMATION SERIES（1998年－1999年）
- 淘氣二人組（日语：スージーちゃんとマービー）（1999年－2000年）
- 地球防禦企業（1999年－2000年）
- 索斯機械獸系列
  - 索斯機械獸（1999年－2001年）
  - 索斯機械獸III（2001年）
- 純情房東俏房客（2000年）
- 通靈王（2001年－2002年）
- 永恆傳奇 THE ANIMATION（2001年）
- 洛克人EXE系列
  - 洛克人EXE（2002年－2003年）
  - 洛克人EXE AXESS（2003年－2004年）
  - 洛克人EXE Stream（2004年－2005年）
  - 洛克人EXE BEAST（2005年－2006年）
- 陸上防衛隊（2002年）
- D·N·ANGEL（2003年）
- 魔法老師！（2005年）
- The Third ～蒼之瞳的少女～（日语：ザ・サード）（2006年）
- 流星洛克人系列
  - 流星洛克人（2006年－2007年）
  - 流星洛克人 Tribe（日语：流星のロックマン トライブ）（2007年－2008年）
- 更多出包王女（2010年）
- 魔劍姬！通（2014年）
- 競女!!!!!!!!（2016年）

#### BEE TRAIN
- 火龍小武士（1998年－1999年）
- 亞克傳承（1999年）
- 徽章戰士（1999年－2000年）
- WILD ARMS ～Twilight Venom～（日语：ワイルドアームズ トワイライトヴェノム）（1999年－2000年）
- 黑色天使（2001年）
- 沙漠的海賊！隊長庫珀（日语：砂漠の海賊!キャプテンクッパ）（2001年－2002年）
- .hack系列
  - .hack//SIGN（2002年）
  - .hack//黃昏的腕輪傳說（2003年）
  - .hack//Roots（日语：.hack//Roots）（2006年）
- AVENGER（日语：AVENGER）（2003年）
- MADLAX（2004年）
- 吟遊默示錄系列
  - 吟遊默示錄（2004年－2005年）
  - 吟遊默示錄wieder（2006年）
- TSUBASA翼（2005年、2006年）
- 黑騎士系列
  - 黑騎士 ～奧拉克爾的勇者們～（2006年）
  - 黑騎士 ～甦醒的太陽～（2007年）
- 魔女獵人（2007年）
- 無限之住人（2008年）
- Phantom -PHANTOM OF INFERNO-（2009年）
- 心靈偵探 八雲（2010年）
- 戰國鬼才傳（2011年）

#### Studio Pierrot
- 尼爾斯的不可思議之旅（1980年－1981年）
- 甜蜜公主（1986年－1987年）
- 狗仔爺爺 (1987年版)（日语：のらくろクン）（1987年－1988年）

#### AIC
- 天地無用！（1995年）
- 新·天地無用！（1997年）
- 羅德斯島戰記 -英雄騎士傳-（1998年）
- BURN-UP SCRAMBLE（2004年）

#### Asread
- SHUFFLE！系列
  - SHUFLLE！（2005年）
  - SHUFLLE！MEMORIES（2007年）
- 食靈－零－（共同製作：AIC，2008年）
- 當不成勇者的我，只好認真找工作了。（2013年）[2]
- 至高指令（2016年）

#### david production
- 便·當（2011年）
- JoJo的奇妙冒險 星塵鬥士（2014年－2015年）※設定協力[3]。
- JoJo的奇妙冒險 不滅鑽石（2016年）※美術設定。

#### 其它
- 大x超人（總承包商：東京電影，1964年）－由新井寅雄在龍之子美術部門時期承接。
- 蜜蜂瑪雅歷險記（日语：みつばちマーヤの冒険）（總承包商：日本動畫公司，1975年）
- 萬里尋父（日语：アンデス少年ペペロの冒険）（總承包商：東映動畫，1975年）
- 宇宙空母藍諾亞（日语：宇宙空母ブルーノア）（總承包商：Academy製作（日语：西崎義展），1979年）
- 百獸王（總承包商：東映，1980年）
- 宇宙小超人物語（總承包商：圓谷製作，1986年）
- （NHK「與媽媽一起（日语：おかあさんといっしょ）」動物布偶幼教節目，1988年）
- 徽章戰士魂（總承包商：TRANS ARTS（日语：トランス・アーツ），2000年－2001年）
- 銀河戰警（總承包商：GONZO，2002年－2003年）
- 襲來！美少女邪神（總承包商：DLE（日语：ディー・エル・イー），2012年）
- 花牌情緣（總承包商：MADHOUSE，2012年）
- 月刊少女野崎同學（總承包商：動畫工房，2014年）
- 舞力四射（總承包商：日昇動畫→BN Pictures，2014年－2015年）
- 流浪神差 ARAGOTO（總承包商：BONES，2015年）
- 時空使徒（總承包商：Creators in Pack，2016年）
- 王室教師海涅（總承包商：Bridge，2017年）
- 多美卡超救援 DriveHead 機動救急警察（日语：トミカハイパーシリーズ#テレビアニメ）（總承包商：OLM，2017年）
- 搖曳露營△（總承包商：C-Station，2018年）
- 〈Infinite_Dendrogram〉-無盡連鎖-（總承包商：NAZ（日语：アニマ&カンパニー），2020年）
- 滿溢的水果塔（總承包商：feel.，2020年）

### OVA
- 前往神的道路（1980年）
- 目涙（1980年）
- （1980年）
- 高橋留美子世界（總承包商：Studio Pierrot）
  - 火焰之旅（1985年）
  - The 超女（1985年）
  - 微笑標的（1987年）
- 救難小英雄王道復古（日语：タイムボカン王道復古）（總承包商：龍之子製作公司、Victor Entertainment，1993年）
- 偶像防衛隊（總承包商：葦Production，1994年－1995年）※美術指導。
- 宇宙騎士BLADE II（日语：宇宙の騎士テッカマンブレードII）（總承包商：龍之子製作公司、創通Agency，1994年－1995年）
- 純情房東俏房客 Again（總承包商：XEBEC，2002年）
- MURDER PRINCESS（日语：MURDER PRINCESS）（總承包商：BEE TRAIN，2007年）
- WILD ADAPTER -禪-（日语：WILD ADAPTER）（總承包商：Creators in Pack，2014年）
- WILD ADAPTER -航-（總承包商：Creators in Pack，2015年）

### 電影動畫
- 戰國魔神豪將軍 時空異邦人（總承包商：葦PRODUCTION，1985年）
- 福星小子4：鬼姬傳說（日语：うる星やつら4 ラム・ザ・フォーエバー）（總承包商：STUDIO DEEN，1986年）
- 亂馬½：決戰桃幻鄉！奪回新娘子!!（日语：らんま1/2 決戦桃幻郷! 花嫁を奪りもどせ!!）（總承包商：Kitty film，1992年）
- 土俵鬼（1994年）
- 天地無用！in LOVE（總承包商：AIC，1996年）
- 機動戰艦 -The prince of darkness-（總承包商：XEBEC，1998年）
- 洛克人EXE：光與黑暗的遺產（日语：ロックマンエグゼ 光と闇の遺産）（總承包商：XEBEC，2005年）
- 劇場版 Fate/stay night UNLIMITED BLADE WORKS（總承包商：STUDIO DEEN，2010年）
- ZEGAPAIN ADP（總承包商：日昇動畫，2016年）

### 網路動畫
- 武裝中學生（日语：武装中学生）（總承包商：Asread、StudioRF（日语：スタジオアールエフ），2011年）
- 聖鬥士星矢 黃金魂 -soul of gold-（總承包商：東映動畫、Bridge，2015年）

## 腳註

## 相關項目
- 美術指導
- 日本動畫工作室列表

## 外部連結
- 株式會社Production-ai公式官網（页面存档备份，存于） （日語）
- Production-ai（页面存档备份，存于） （company）在動畫新聞網百科全書中的資料 （英文）